# Jamie Marks Is Dead
Jamie Marks Is Dead (englisch für Jamie Marks ist tot) ist ein US-amerikanisches Filmdrama aus dem Jahr 2014. Es basiert auf dem Roman One for Sorrow von Christopher Barzak.

## Handlung
Eines Tages wird in einer Kleinstadt die Leiche des 15-jährigen Jamie Marks von Gracie Highsmith am Fluss gefunden. Bis zu seinem Tod hatte sich niemand für den Jungen interessiert, außer einigen Gleichaltrigen, die ihn hänselten. Kurz nach dem Fund der Leiche fangen Gracie und Adam an, den Geist von Jamie Marks zu sehen.

## Kritik
Der Film erhielt auf dem Sundance Film Festival 2014 ein positives Feedback. 
Die Variety schrieb: „The result is a movie much stronger on atmosphere and intrigue than on substance“ (Das Resultat ist ein Film, der mehr Atmosphäre und Intrige als Substanz besitzt).